# Лотиан
Ло́тиан (англ. Lothian, скотс Lowden, Loudan, -en, -o(u)n, гэльск. Lodainn) — историческая область на юго-востоке Шотландии, между заливом Фёрт-оф-Форт на севере и грядами холмов Ламмермур-Хилс и Мурфут-Хилс на юге. Главный город — Эдинбург, столица Шотландии. 
В древности и в Средние века область под названием «Лотиан» занимала более обширную территорию: от современной северной границы Англии (по реке Туид и холмам Чевиот) до Стерлинга на северо-западе. В III—IV веках её населяло кельтское племя, которое римляне называли вотадинами.
К середине VII века Лотиан перешёл под управление англосаксонского королевства Берниция (с 655 года входившего в состав королевства Нортумбрия), но вскоре англы потеряли контроль над Лотианом, потерпев поражение в битве с пиктами при Нехтансмере (20 мая 685 года).
Около 975 года Лотиан был присоединён к королевству Шотландия. В 1333 году область была захвачена английским королём Эдуардом III. Постепенно шотландцы отвоевали её, но пограничный город Берик-апон-Туид, много раз переходивший от англичан к шотландцам и обратно, с 1482 года остаётся самым северным городом Англии.
Впоследствии территория Лотиана была разделена на три округа: Западный Лотиан, Мидлотиан и Восточный Лотиан. По этой причине область нередко именуют во множественном числе — «Лотианы» (англ. the Lothians) или «Три Лотиана».

## Этимология

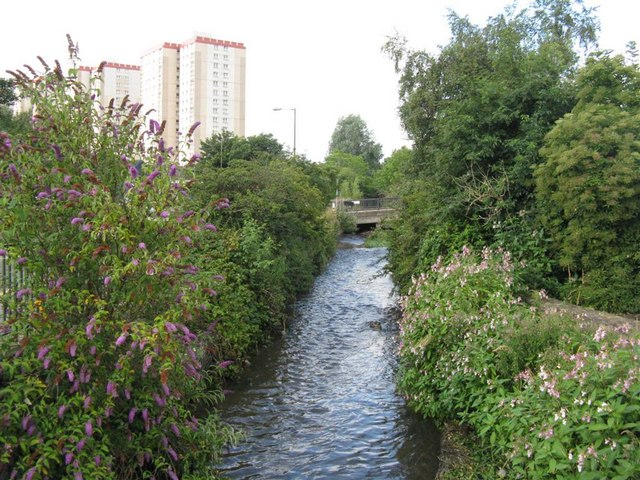
Река Лотиан-Бёрн в, пригороде Эдинбурга

Точная этимология топонима «Лотиан» не установлена. По одной версии, он происходит от общебрит. *Lugudūniānā (валл. Lleuddiniawn), что значит «страна крепости [бога] Луга», по другой — от названия протекающей через эту область реки Лотиан-Бёрн (англ. Lothian Burn), название, которой, в свою очередь, восходит к общебрит. lutna, «тёмный или грязный поток», *lǭd-, *lud- «что-либо связанное с разливом, паводком» (ср. Лидс) или lǖch, «светлый, яркий, сияющий».
Народная этимология производит название области от имени Лота — короля Лотиана в легендах Артуровского цикла.
В латинских текстах Лотиан обычно фигурирует под названием «Лаудония» (лат. Laudonia).

## Английские влияния

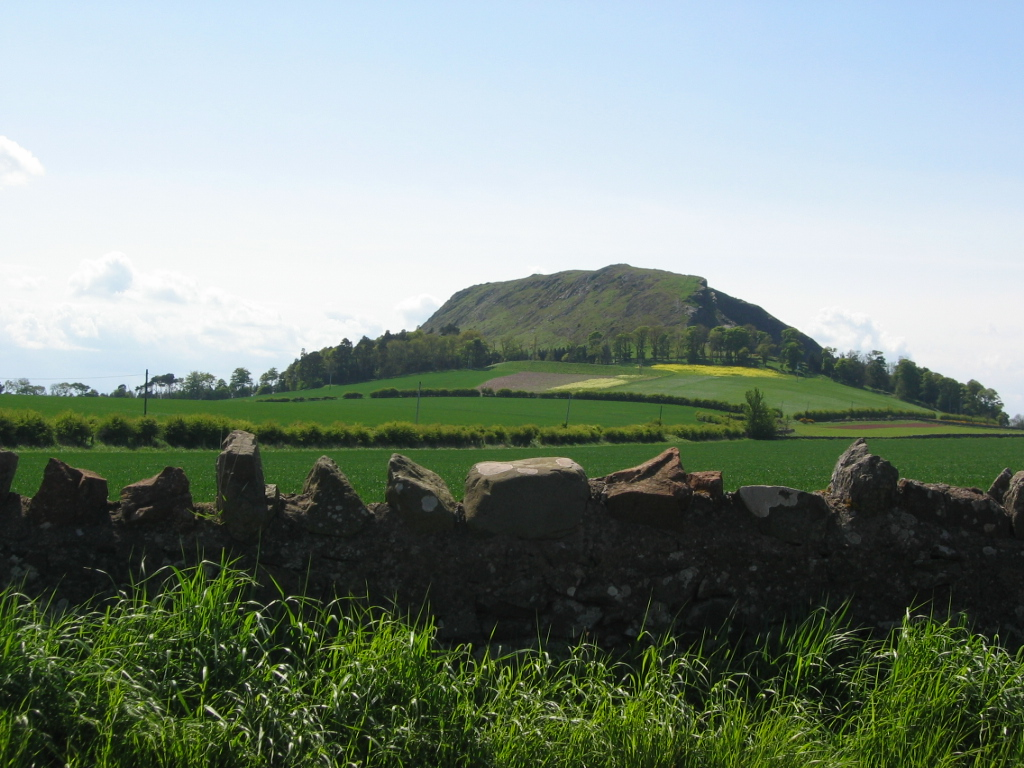
Холм в Ист-Лотиане, где, по преданию, находилась столица короля Лота

На раннем этапе своей истории Лотиан был колонизирован англами и вошёл в состав англосаксонского королевства Берниция, охватывавшего также части современных Нортумберленда и Дарема. В 655 году Берниция объединилась со своим южным соседом Дейрой и образовала королевство Нортумбрия. Многие топонимы Лотиана и пограничных районов свидетельствуют о том, что уже в VI веке на этой территории прочно утвердился древнеанглийский язык. В ходе раскопок в ист-лотианской деревне Эберледи в 2016 году были обнаружены остатки крупнейшего в Шотландии англосаксонского здания (возможно, монастыря или королевского дома) и других построек VII—X веков, а также некоторые предметы материальной культуры: англосаксонская монета начала IX века, два костяных гребня и резной олений рог с изображением головы животного или птицы.
В 866 году южная часть Нортумбрии (вплоть до северной границы современного Йоркшира) была завоёвана викингами. Северная Нортумбрия (основную часть которой составляли земли бывшей Берниции) оказалась отрезана от остальных англосаксонских королевств и сохранила самостоятельность. По одним источникам, в этот период ею правили короли, по другим — элдормены. С христианскими королевствами Шотландии она поддерживала более тесные связи, чем с южными областями, остававшимися под властью скандинавов. Английский хронист Роджер Вендоверский сообщает, что в 975 году английский король Эдгар передал Лотиан (Laudian) Кеннету II, королю Альбы, на том лишь условии, чтобы по особым праздникам, когда английский король и его наследники надевали короны, Кеннет посещал их при дворе и праздновал вместе с ними. Тем самым впервые в истории река Туид — южная граница Лотиана — была официально признана границей между Англией и Шотландией.
Согласно «Англосаксонской хронике», в 1072 году Вильгельм Завоеватель форсировал Туид, вторгся в Лотиан и взял вассальную клятву с шотландского короля Малкольма III. В той же хронике (писавшейся с точки зрения англичан), в записи за 1091 год, Лотиан назван английской территорией (англ. Lothian in England). В ходе англо-шотландских войн XIV—XV веков аристократия и духовенство Лотиана иногда принимали сторону английского короля, что не только объяснялось стремлением к союзу с более вероятным победителем, но имело под собой историко-этнические основания (значительную часть населения Лотиана в этот период составляли англичане).

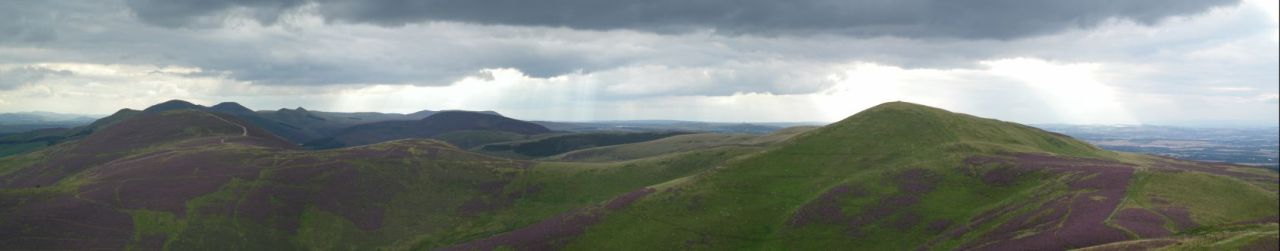
Холмы в Лотиане

## Языки
После римского завоевания основное население Лотиана составляли бритты, говорившие на камбрийском языке, родственном валлийскому. В валлийской традиции Лотиан включается в состав Древнего Севера. Память об этом периоде сохранилась в таких топонимах, как Транент (от брет. trev er nent, «город над рекой или ущельем»), Пеникук (от брет. pen y cog, «холм кукушки») и Линлитгоу (от брет. lynn llaith cau, «озеро в сырой низине»).
В англосаксонский период основным языком Лотиана стал нортумбрийскийдиалект древнеанглийского. Первоначально на этом диалекте говорили только в Лотиане и пограничных районах, но постепенно он распространился по всему Лоуленду и, видоизменившись со временем, превратился в англо-шотландский язык. Диалекты современных лотианцев обычно относят к группе центрально-шотландских. Примеры лотианских топонимов английского происхождения — Хаддингтон («селение людей Хады», от имени собственного Hada + скотс. toun, «селение, деревня»), Инглистон («английское селение») и Броксбёрн («барсучья речка», от скотс. brock, «барсук» и burn, «большой ручей; речка»).
Лотиан — один из немногих регионов Шотландии, в которых гэльский язык так и не укоренился в качестве основного. Наличие некоторых гэльских топонимов (Далри, Карри, Балерно, Кокензи и другие) исследователи объясняют «временной оккупацией» и тем, что на протяжении 150—200 лет в регионе присутствовали гэльскоязычные аристократы-землевладельцы.

## Города
Главный город Лотиана — Эдинбург, столица Шотландии.
Другие города:
- Батгейт[англ.]
- Боннириг[англ.]
- Далкит
- Данбар
- Куинсферри
- Ливингстон
- Линлитгоу
- Масселборо
- Норт-Берик
- Пеникук[англ.]
- Престонпанс[англ.]
- Хаддингтон

### Статьи
- Gledhill, Jonathan D. Locality and Allegiance: English Lothian, 1296—1318 (англ.) // King, Andy & David Simpkin (eds.). England and Scotland at war, c. 1296 — c. 1563. — Leyden & Boston: Brill, 2012. — P. 159—182.
- Peadar, Morgan. Trouble with Gallstones. Difficulties with Ethnonyms in Scottish Place-names (англ.) // The Newsletter of the Scottish Place-Name Society. — Edinburgh, UK: Scottish Place-Name Society, 2005. — Autumn (no. 19). — P. 8—9.

- Robinson, Mairi (ed.). Some common elements of placenames (англ.) // Chambers 21st Century Dictionary. — Edinburgh, UK: Harrap, 1999. — ISBN 978-0550142504.